# Richard Ball (Politiker)

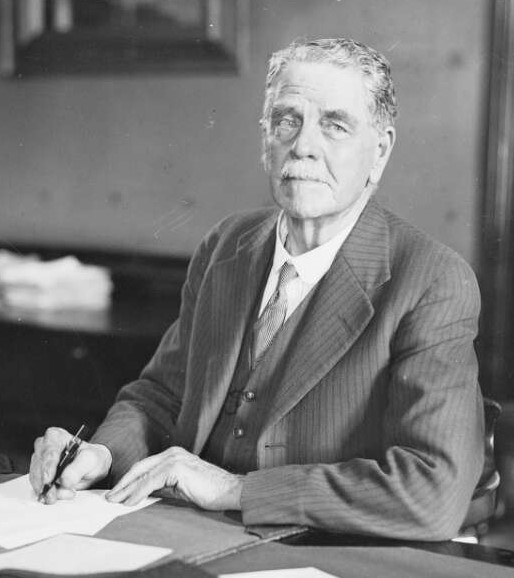
Richard Ball (1930)

Hon. Richard Thomas Ball (* 14. Juni 1857 in Sydney; † 30. Oktober 1937 in Marrickville, New South Wales) war ein australischer Politiker der Free Trade Party,  später der Liberal Party of Australia, der Farmers and Settlers, der Nationalist Party of Australia sowie zuletzt der Country Party, der zwischen 1895 und 1898 sowie erneut von 1904 bis 1937 Mitglied im Parlament von New South Wales war und verschiedene Ministerämter bekleidete.

## Leben

### Unternehmer, Kommunalpolitiker und Mitglied des Parlaments von New South Wales
Richard Thomas Ball, Sohn des Farmers George Ball und dessen Ehefrau Ann Hooper, nahm nach dem Besuch der Eastern Creek Public School eine Tätigkeit im Ingenieurbüro Chapman and Company und danach im Ingenieurbüro Atlas Foundry and Engineering Works auf, ehe er als Schmied in der Brisbane Street in Sydney arbeitete. 1881 kaufte er die Gießerei von Burn and Son in Goulburn und gründete 1885 die RT Ball and Company, mit der er seit 1888 staatliche Eisenbahnaufträge durchgeführt hatte. Zu dieser Zeit begann er seine politische Laufbahn für die Free Trade Party in der Kommunalpolitik und war zwischen 1887 und 1894 Mitglied des Stadtrates sowie von 1890 bis 1891 auch Bürgermeister von Goulbourn. 1894 ging er bankrott und sein Nachlass wurde beschlagnahmt. Nachdem er 1895 aus der Insolvenz befreit wurde, zog er nach Albury und half beim Bau des örtlichen Wasserwerks.
Bei der Wahl vom 24. Juli 1895 wurde er für die Free Trade Party erstmals zum Mitglied im Parlament von New South Wales gewählt. Er erreichte im Wahlkreis Albury 814 Stimmen (56,25 Prozent), verlor diesen Sitz in der Legislativversammlung (NSW Legislative Assembly) aber bereits bei der darauf folgenden Wahl am 27. Juli 1898, als er mit 795 Stimmen (48,80 Prozent) nur Zweitplatzierter wurde. Bei den Wahlen am 3. Juli 1901 bewarb er sich nunmehr für die Liberal Party of Australia erneut im Wahlkreis Albury, verpasste mit 882 Wählerstimmen (49,47 Prozent) als Zweiter aber wieder den Einzug in die Legislativversammlung. Anschließend zog er nach Sydney, wo er als Maschinenbauingenieur tätig war.
Richard Ball wurde für die Liberal Party bei der Wahl am 6. August 1904 mit 2.276 Stimmen (62,05 Prozent) im Wahlkreis Corowa erneut zum Mitglied der Legislativversammlung gewählt und vertrat diesen Wahlkreis nach seinen darauf folgenden Wiederwahlen bis zum 18. Februar 1920, wobei er nach seinem Austritt aus der Liberal Party bei der Wahl am 6. Dezember 1913 für die Farmers and Settlers sowie bei der Wahl am 24. März 1917 für die Nationalist Party of Australia kandidierte und bei dieser Wahl mit 67,67 Prozent sein bestes Ergebnis im Wahlkreis Corowa erhielt. Um 1911 zog er nach Petersham und gründete in Goulburn erneut die RT Ball and Company, die sein Sohn schließlich leitete. Er war zudem am 1. August 1919 an der Gründung der Institution of Engineers beteiligt, der heutigen Engineers Australia, und wurde deren assoziiertes Mitglied.

### Minister und Wiederwahlen in die Legislativversammlung

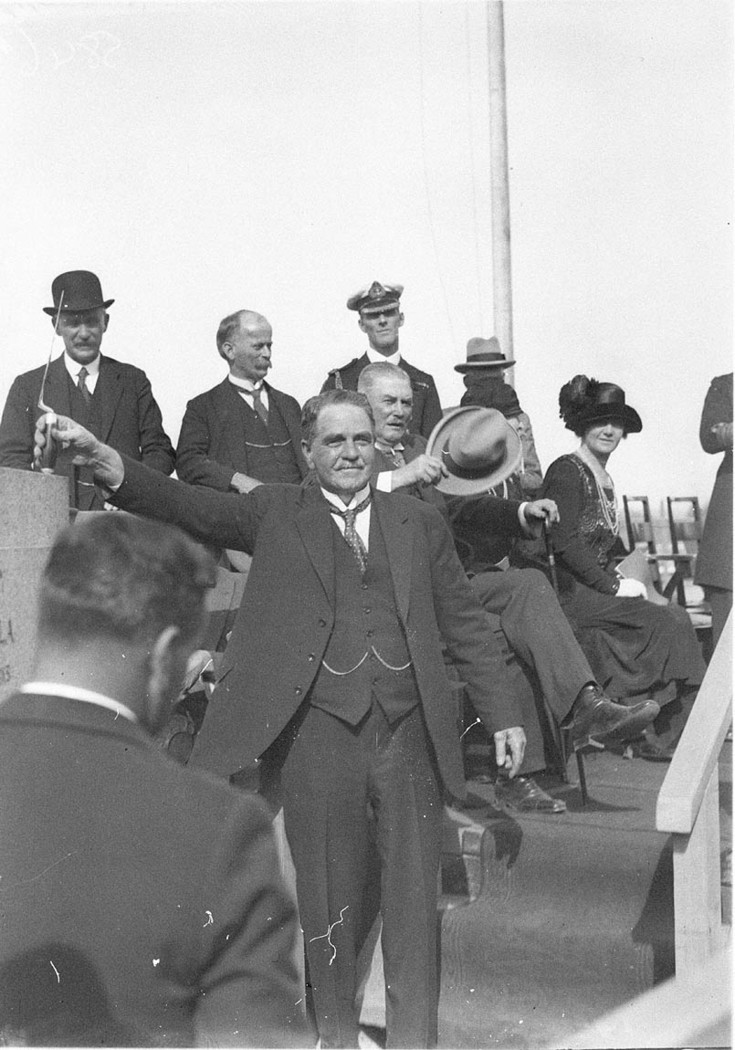
Minister Richard Ball bei der Grundsteinlegung für die Sydney Harbour Bridge (26. März 1925).

Am 15. November 1916 übernahm Richard Ball im Kabinett von Premierminister William A. Holman seine ersten Ministerämter und fungierte bis zum 12. April 1920 sowohl als Minister für öffentliche Arbeiten (Secretary for Public Works) als auch als Minister für Eisenbahnen (Minister for Railways). Bei den Wahlen vom 20. März 1920 wurde er für die Nationalist Party nunmehr im Wahlkreis Murray abermals zum Mitglied der Legislativversammlung gewählt und vertrat diesen Wahlkreis, der drei Abgeordnete stellte, nach seinen darauf folgenden Wiederwahlen bis zum 7. September 1927.
Ball wurde am 13. April 1922 in das zweite Kabinett von Premierminister George Fuller berufen und bekleidete in diesem zunächst bis zum 28. Juni 1922 das Amt des Landwirtschaftsministers (Minister for Agriculture) sowie anschließend zwischen dem 28. Juni 1922 und dem 17. Juni 1925 als Minister für Eisenbahnen und staatliche Industrieunternehmen (Minister for Railways and State Industrial Enterprises) sowie zugleich wieder als Minister für öffentliche Arbeiten. In dieser Funktion war er 1922 Delegierter der Riverina New State League bei der All Australia-Konferenz und legte am 26. März 1925 den Grundstein für die Sydney Harbour Bridge.
Bei den Wahlen am 8. Oktober 1927 wurde er für die Nationalist Party mit 7.267 Stimmen (69,64 Prozent) nunmehr wieder im Wahlkreis Corowa abermals zum Abgeordneten in die NSW Legislative Assembly gewählt und vertrat diesen Wahlkreis nach seinen anschließenden Wiederwahlen bis zu seinem Tode am 30. Oktober 1937, wobei er seit der Wahl vom 11. Juni 1932 die Country Party vertrat und zuletzt bei der Wahl vom 11. Mai 1935 ohne Gegenkandidaten und damit ohne Wahlgang wieder Abgeordneter wurde. Während dieser Zeit übernahm er im Kabinett von Premierminister Thomas Bavin zwischen dem 18. Oktober 1927 und dem 3. November 1930 das Amt als Minister für Ländereien (Minister for Lands). Zuletzt war er von 1933 bis 1937 noch Trustee des National Park. Er war zwei Mal verheiratet. Aus seiner ersten am 6. Mai 1880 geschlossenen Ehe mit Esther Arnold am 6. Mai 1880 gingen zwei Söhne und zwei Töchter hervor. Am 26. Januar 1926 heiratete er in zweiter Ehe Lillie May Hume.